# Cartodere minor
Cartodere minor is een keversoort uit de familie schimmelkevers (Latridiidae). De wetenschappelijke naam van de soort werd in 1888 gepubliceerd door Thomas Blackburn.